# 周陽由
周陽 由（しゅうよう ゆう、生没年不詳）は、前漢の酷吏。もとの姓は趙、後に周陽氏と称した。父の周陽侯趙兼は淮南厲王劉長の母の趙夫人の弟にあたる。

## 略歴
彼は外戚にあたるために、文帝・景帝父子に仕えて、郎中となり、郡守までに昇進した。
紀元前141年に武帝が即位したころには、きわめて謹直に法律を遵守することが求められた。
しかし、周陽由はもっとも放恣的且つ暴虐を極め、気に入った者は法を曲げて助命したが、気に入らない者は法を曲げて処刑にした。また、彼が赴任した郡では現地で勢いを振るう豪族の一家が皆処刑されることもあった。
彼が郡の太守（景帝のときに郡守から改称）であるときは、配下の都尉を県令のように見下して、逆に都尉であるときは、上司の太守をしのいでその統治権をうばった。
彼は汲黯とともに有害な存在となり、法律の曲解者である司馬安（汲黯の伯母の子）と同時に二千石の高官となったが、ふたりとおなじ馬車に乗ったときは、あえて同じ席につくことはなかった。
後に周陽由は河東都尉に赴任したときは、河東太守の申屠公（名は不明）と権力の奪い合いをして、互いに告訴し合った。その結果、申屠公は死罪となったが、彼は刑をうけるのは恥だと判断して自害して果てた。さらに、周陽由も死罪となり処刑されて、晒しものとなった。